# Affaire du Francop
Pendant Conflit israélo-arabe
L'affaire Francop, ou opération Quatre Espèces, est une operation en haute mer, survenue le 4 novembre 2009, au cours de laquelle l'armée israélienne saisit le cargo MV Francop dans l'est de la Méditerranée et de sa cargaison de centaines de tonnes d'armes, en provenance de la République islamique d'Iran et à destination du Hezbollah.